# Коту-Веїй
Коту-Веїй (рум. Cotu Văii) — село у повіті Констанца в Румунії. Входить до складу комуни Албешть.
Село розташоване на відстані 191 км на схід від Бухареста, 45 км на південний захід від Констанци.

## Населення
За даними перепису населення 2002 року у селі проживала 1081 особа.
Національний склад населення села:
| Національність | Кількість осіб | Відсоток |
| -------------- | -------------- | -------- |
| румуни         | 1031           | 95,4%    |
| татари         | 44             | 4,1%     |
| турки          | 5              | 0,5%     |

Рідною мовою назвали:
| Мова      | Кількість осіб | Відсоток |
| --------- | -------------- | -------- |
| румунська | 1033           | 95,6%    |
| татарська | 43             | 4,0%     |
| турецька  | 5              | 0,5%     |